# Parafia św. Michała Archanioła w Różańsku
Parafia pw. św. Michała Archanioła w Różańsku – parafia rzymskokatolicka, należąca do dekanatu Dębno, archidiecezji szczecińsko-kamieńskiej, metropolii szczecińsko-kamieńskiej.

## Historia parafii
Parafia Różańsko do końca II wojny światowej należała do gminy ewangelików reformowanych. Ostatni pastor został zamordowany przez wojska radzieckie, które zajęły plebanię, a w kościele urządzono skład zboża. Po przybyciu osadników  z terenów wschodnich II Rzeczypospolitej, w budynku plebanii urządzono posterunek milicji, spalono wszystkie dokumenty pozostałe po ewangelikach. W 1946 do Kurii  Biskupiej w Gorzowie Wlkp. udała się delegacja z prośbą o przydzielenie do Różańska księdza. Od 29 kwietnia 1946 parafię obsługiwał proboszcz parafii w Myśliborzu ks. Jan Wojtysiak. Dokonał on poświęcenia kościoła, dając mu za patrona św. Michała Archanioła. Ks. J. Wojtysiak odprawił również pierwszą Mszę św. Z polecenia Kurii przyjeżdżał do Różańska co parę tygodni. Od 25 grudnia 1947 w Różańsku zamieszkał pierwszy miejscowy proboszcz ks. Andrzej Misztal, po 10 m-cach ksiądz diecezjalny Mieczysław Kaniewski. Parafia posiadała trzy kościoły filialne: w Rościnie, Dolsku i Dysznie. Przez pewien czas parafia pozostawała bez księdza, od 30 maja 1949 parafię powierzono księżom Salezjanom.
5 września 1971 dołączono kościół filialny w Chłopowie, dotychczas należący do Warnic, w 1972 otwarto kaplicę w Ostrowcu, na pocz. lat 80 XX w. rozpoczęła funkcjonowanie kaplica w Pszczelniku.

## Miejsca święte

### Kościoły filialne i kaplice
- Kościół św. Apostołów Piotra i Pawła w Chłopowie[4][1]
- Kościół Matki Boskiej Częstochowskiej w Dolsku[4][1]
- Kościół św. Wojciecha w Dysznie[4][1]
- Kościół Matki Bożej Wspomożenia Wiernych w Ostrowcu[4][1]
- Kościół Miłosierdzia Bożego w Pszczelniku[1]
- Kościół św. Rocha w Rościnie[4][1]

## Działalność parafialna

### Wspólnoty parafialne
Żywy Różaniec, ministranci, Rada Kościelna, schola dziecięca

## Duszpasterze

### Proboszczowie
- ks. Jan Wojtysiak (29 kwietnia 1946 – 25 grudnia 1947)
- ks. Andrzej Misztal (25 grudnia 1947 – 1948)
- ks.  Mieczysław Kaniewski (1948)
- ks. Jan Romanowicz SDB (30 maja 1949[5] – 1956)
- ks. Wiktor Jacewicz SDB (1956–1970)
- ks. Kazimierz Jach (1970–1973)
- ks. Józef Borawski SDB (1973–1982)
- ks. Tadeusz Krupa SDB (1982–1990)
- ks. Antoni Ciemięga SDB (1990–1991)
- ks. Józef Balawander SDB (1991–1993)
- ks. Stanisław Pikor SDB (1993–1999)
- ks. Leszek Balicki SDB (1999–2008)
- ks. Krzysztof Łada SDB (2008–2021)
- ks. Robert Dmochowski SDB (2021-2022)
- ks. Stanisław Rębeliński SDB (od 2022)